# Distretto di Shinkay
Il distretto di Shinkay è un distretto dell'Afghanistan appartenente alla provincia dello Zabol. Conta una popolazione di circa 22.900 abitanti (dati 2013).